# Pieve di San Miniato di Rubbiana

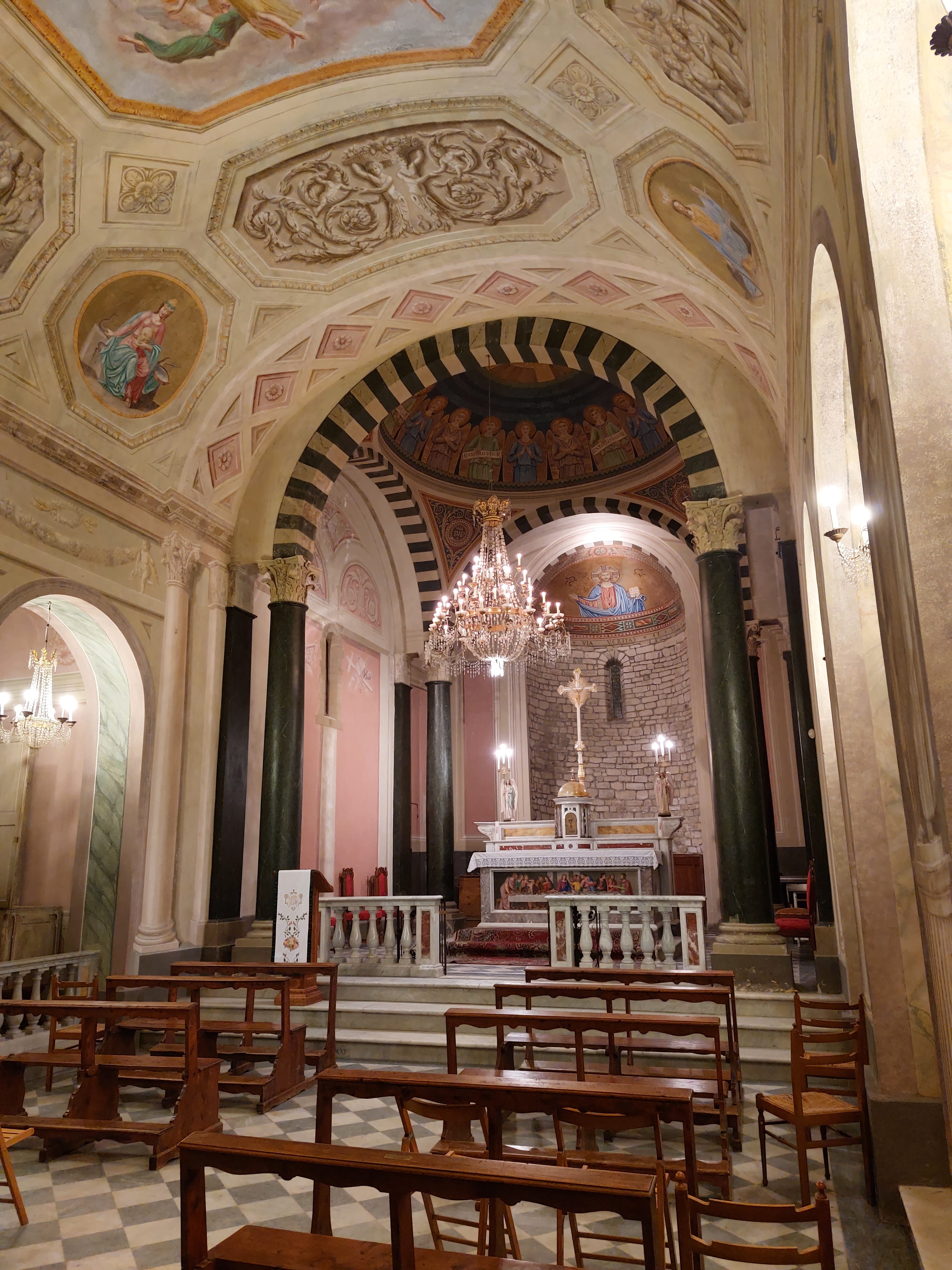
L'interno della Pieve.

La pieve di San Miniato di Rubbiana si trova a San Polo, una frazione di Greve in Chianti in provincia di Firenze, diocesi di Fiesole.

## Storia
La sua esistenza è attestata fin dal 1015. Vi si conserva ancora una lapide che ricorda un vetusto rifacimento e la consacrazione della chiesa, avvenuta nel 1077 ad opera del cardinale Pietro Igneo e del vescovo di Fiesole Guglielmo.

## Descrizione
L'edificio romanico, in parte ristrutturato in epoca moderna, specialmente il campanile e la facciata, è diviso all'interno in tre navate, originariamente divise da cinque valichi (di cui oggi ne rimangono tre) poggianti su pilastri a sezione quadrangolare, con presbiterio rialzato e abside semicircolare, al cui centro si apre una piccola finestra a doppio strombo con archivolto in laterizio.
All'interno è una copia seicentesca della venerata immagine della Santissima Annunziata di Firenze e una Madonna con Bambino, che offre il rosario a San Domenico, con San Francesco, Santa Maria Maddalena e un altro santo, opera di Francesco Curradi. Nella cornice del dipinto vi sono i Misteri del rosario. Nella chiesa c'è anche un piccolo organo ottocentesco che presenta un Angelo dipinto sulle ante chiuse.

## Antico piviere di Rubbiana
- chiesa di San Paolo a Ema;
- chiesa di Sant'Andrea a Linari;

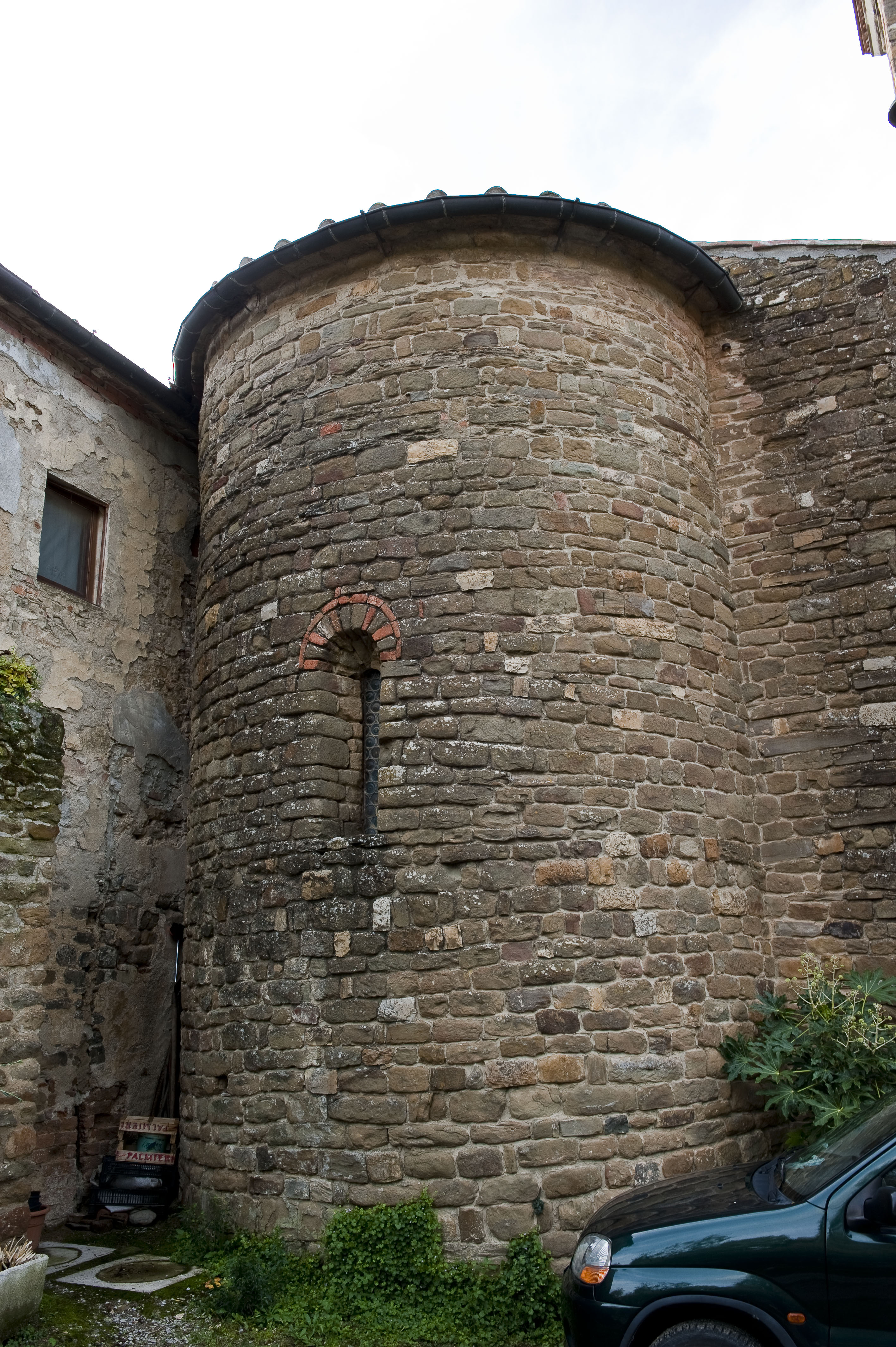
Abside

- La lapide all'interno della Pieve.chiesa di San Clemente a Panzalla;
- chiesa di Santa Lucia a Bisticci;

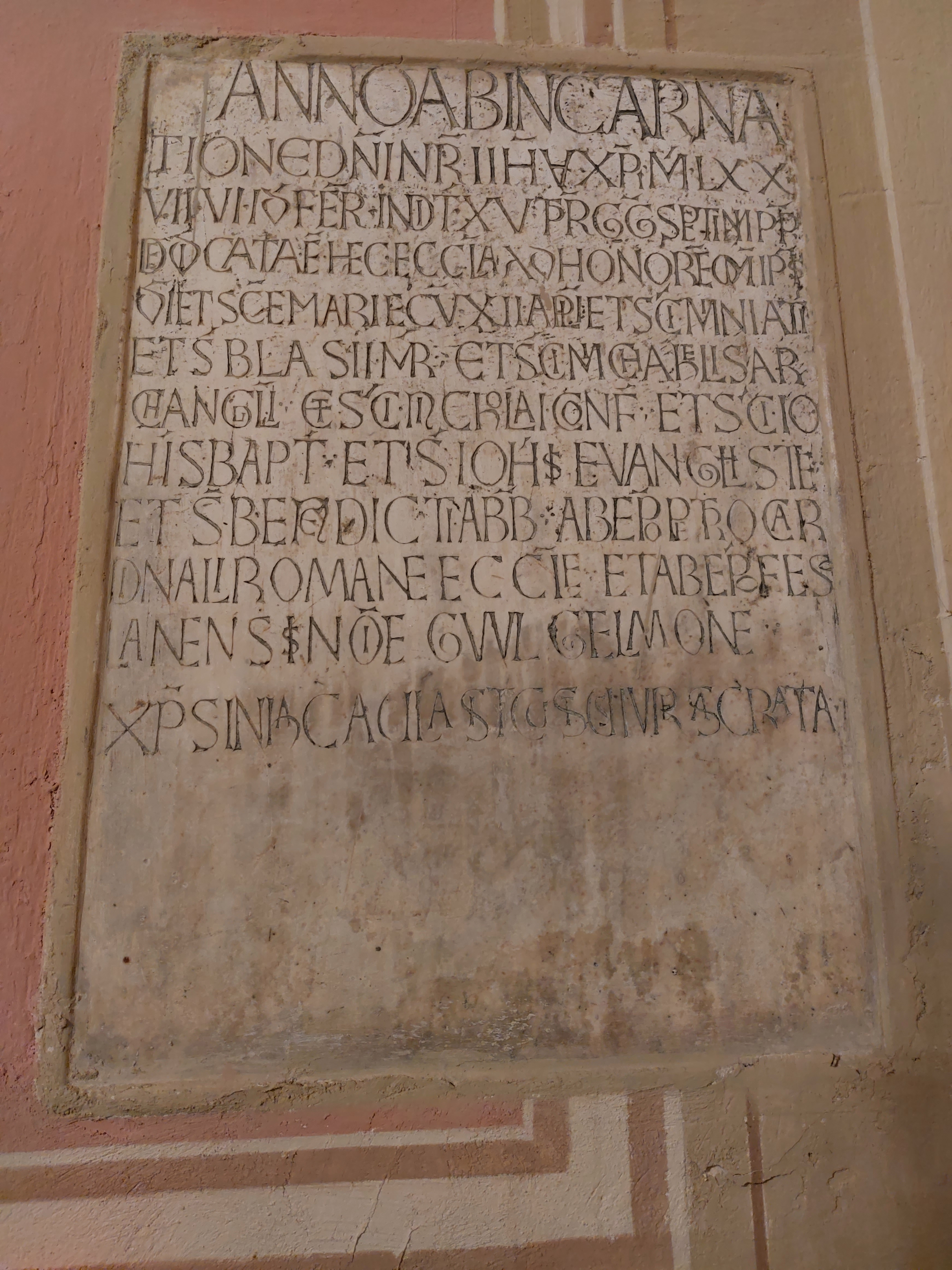
La lapide all'interno della Pieve.

- chiesa di San Bartolommeo a Musignano.